# زنفالديت
زنفالديت وصيغته الكيميائية: KLiFeAl(AlSi3)O10(OH,F)2؛ هو معدن سيليكات في مجموعة الميكا، وهو مصنف وفقًا للجمعية الدولية للمعادن كسلسلة بين سيدروفيليت (بالإنجليزية: Siderophyllite)‏ وليبيدوليت ولا يعتبر من الأنواع المعدنية الصالحة.

## الاسم والاكتشاف
تم وصفه لأول مرة في عام 1845 في زنفالد/سينوفيتش على الحدود ألمانيا وجمهورية التشيك.

## الخصائص
تتراوح صلابة موس الخاصة بزنفالديت بين 2.5 و4، اعتمادًا على تركيبته، وتتراوح كثافته بين 2.90 و3.02 جم/سم.
مثل كل معادن الميكا، فإن انشقاقه مثالي للغاية، أي أن أفضل الرقائق يمكن أن تنشق من البلورة بشكل عمودي على المحور C، حيث تكون هذه الرقائق مرنة وقابلة للتشوه بشكل مرن بسبب صلابتها (تماسكها).

## استعماله
اعتمادًا على تركيبته، يحتوي الزنفالديت على ما بين 3 و4.5٪ من أكسيد الليثيوم، وبالتالي يستخدم كمواد خام للليثيوم، والذي تم الحصول عليه لأول مرة على نطاق صناعي في عام 1925 عن طريق التحليل الكهربائي للملح المنصهر.

## حدوث
يحدث في الكوارتز الأوردة غالبًا ما يرتبط مع القصدير خام الرواسب، يرتبط بشكل شائع بتوباز وكاسيتريت وولفراميت وليبيدوليت وسبودومين وبيريل وتورمالين وفلوريت.

## معرض الصور

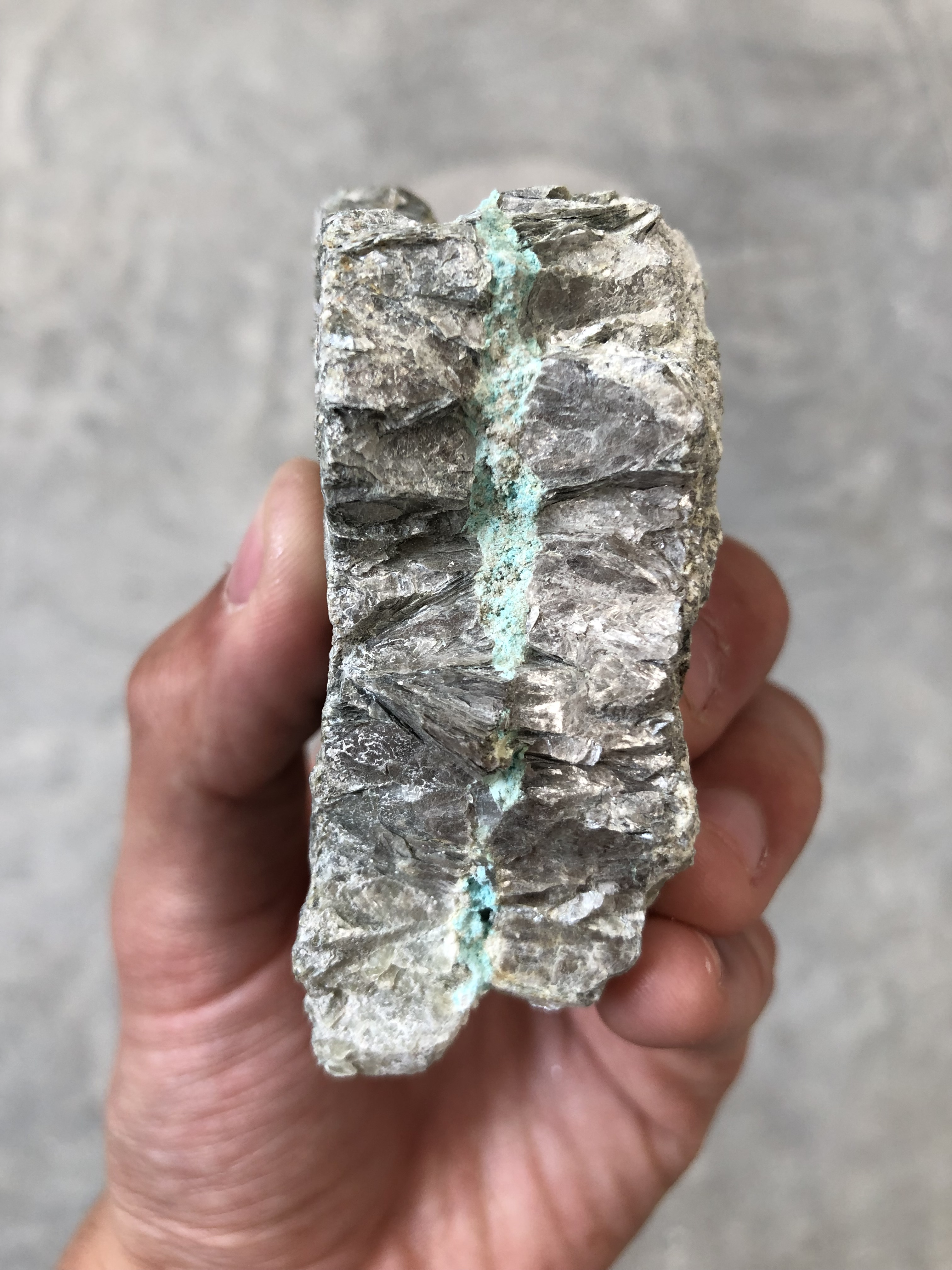
رقائق بوليليثيونيت كبيرة على عينة وجدت من قِبل الليثيوم البريطاني بالقرب من سانت أوستل، كورنوال، إنجلترا.